# Шульмакский район
Шульмакский район (тадж. ноҳияи Шулмак) — административно-территориальная единица в составе Таджикской ССР, Гармского округа и Гармской области, существовавшая в 1936—1953 годах. Площадь района по данным 1947 года составляла 2,2 тыс. км².
Шульмакский район был образован в составе Таджикской ССР в 1936 году, путём выделения из Гармского района. Центром района был назначен кишлак Шульмак.
В 1938 году Шульмакский район был отнесён к Гармскому округу, а 27 октября 1939 года — к Гармской области.
В состав района к 1939 году входило 5 кишлачных советов (к/с). В 1939 году из части Хильманинского к/с был образован Сангикорский к/с, а из Шингличского — Сорбухский.
В 1940 году Мазарский к/с был переименован в Горьковский.
В 1944 году из Комсомолабадского района в Шульмакский был передан Даганинский к/с.
В 1950 году к/с Пингон и Шинглич были присоединены к к/с Сарбог, а к/с Дагана — к к/с Горький.
В 1952 году к/с Сангикор, Сарбог и Горький были присоединены к к/с Шульмак.
15 сентября 1953 года Шульмакский район был упразднён, а его территория в полном составе передана в Гармский район.